# Le Secret du vieux bois
 (août 2012).
Si vous disposez d'ouvrages ou d'articles de référence ou si vous connaissez des sites web de qualité traitant du thème abordé ici, merci de compléter l'article en donnant les références utiles à sa vérifiabilité et en les liant à la section « Notes et références ».
Le Secret du vieux bois, également publié en français sous le nom de Le Secret du bosco vecchio (titre original en italien Il segreto del Bosco Vecchio), est un roman de Dino Buzzati paru en italien en 1935. La traduction française ne sera publiée qu'en 1959.

## Présentation
L'ouvrage est le deuxième roman de Dino Buzzati.

## Résumé
Le colonel Sebastiano Procolo hérite d'une petite parcelle de terrain dans la vallée de Fondo et vient s'y installer. Le neveu orphelin de Procolo, Benvenuto, hérite, lui, de tout le reste du domaine et se retrouve sous la tutelle de son oncle. Dans le domaine se trouve un bois très particulier, le Boscho Vecchio, qui se révèle habité par les esprits des arbres, avec lesquels Procolo passera un pacte en échange d'un approvisionnement en bois mort. Le colonel tentera également par plusieurs moyens de tuer son neveu Benvenuto pour hériter du domaine à lui seul, employant notamment pour cela les services du vent Matteo, mais ses tentatives échoueront. Plus tard Procolo abandonnera ses visées meurtrières et finira même par mourir, le soir du jour de l'an, en tentant de sauver Benvenuto d'une avalanche dans laquelle il croyait à tort que son neveu avait été enseveli. Il emportera avec lui dans la mort le vent Matteo, auquel il avait été lié par serment quand il l'avait libéré de sa prison de roche.

## Adaptation au cinéma
- 1993 : Il segreto del bosco vecchio, film italien réalisé par Ermanno Olmi.